# 緬因街站
緬因街站是一座多倫多地鐵布魯亞－丹佛線車站，坐落加拿大安大略省多倫多緬因街（Main Street）和丹佛路（Danforth Avenue）的交界處以北，於1968年5月10日開幕。
下列由多倫多公車局營運的巴士和有軌電車線駛經緬因街站：
- 20號懸崖邊區巴士線（Cliffside）
- 23號多斯巴士線（Dawes）
- 62號摩提麻巴士線（Mortimer）
- 64號緬因街巴士線（Main）
- 87號高士本巴士線（Cosburn）
- 113號丹佛巴士線（Danforth）
- 135號芝蘭巴士線（Gerrard）
- 306號卡爾頓街深宵巴士線（Carlton）
- 506號卡爾頓街有軌電車線（Carlton）

此外，GO通勤鐵路湖濱東線（Lakeshore East line）的丹佛站（Danforth Station）則位於緬因街地鐵站以南約300米。

## 外部連結
- 维基共享资源上的相關多媒體資源：緬因街站
- （英文）TTC Main Street Station （页面存档备份，存于）－多倫多公車局網站 緬因街站頁面